# Harvest (Alabama)
Harvest – jednostka osadnicza w Stanach Zjednoczonych, w stanie Alabama, w hrabstwie Madison.